# تهته، اتک
تهته (به انگلیسی: Thatta) یک منطقهٔ مسکونی در پاکستان است که در ناحیه اتک واقع شده‌است. تهته ۴۰۷ متر بالاتر از سطح دریا واقع شده‌است.